# دهستان راهگان
دهستان راهگان، یکی از دهستان‌های بخش راهگان شهرستان خفر در استان فارس ایران است. مرکز این دهستان، روستای باغ کبیر است.

## جمعیت
بر پایه سرشماری عمومی نفوس و مسکن در سال ۱۳۹۵، جمعیت دهستان راهگان برابر با ۶٬۱۶۹ نفر بوده است.